# Juli Frontó
Juli Frontó (en llatí Julius Fronto) va ser un magistrat romà del segle i.
Al pujar Galba al poder l'any 68 era praefectus vigilum, càrrec que va perdre per ordre de l'emperador, però que va recuperar sota Otó el 69, perquè actuava de tribú militar al seu exèrcit en la campanya contra Aule Cecina Aliè, el general de Vitel·li. El seu germà Juli Grat era prefecte al camp de Vitel·li. Frontó es va fer sospitós i els soldats de Galba el van carregar de cadenes i empresonar. El seu germà també va córrer la mateixa sort a l'altre bàndol